# Седлянув
Седлянув (пол. Siedlanów) — село в Польщі, у гміні Радинь-Підляський Радинського повіту Люблінського воєводства.
Населення — 408 осіб (2011).
У 1975-1998 роках село належало до Білопідляського воєводства.

## Демографія
Демографічна структура станом на 31 березня 2011 року:
|          | Загалом | Допрацездатний вік | Працездатний вік | Постпрацездатний вік |
| -------- | ------- | ------------------ | ---------------- | -------------------- |
| Чоловіки | 210     | 42                 | 146              | 22                   |
| Жінки    | 198     | 41                 | 110              | 47                   |
| Разом    | 408     | 83                 | 256              | 69                   |